# Холявко Володимир Васильович
Володимир Васильович Холявко (30 квітня 1934, село Каскада, тепер Новоушицького району, Хмельницької області) — радянський діяч, новатор виробництва, сталевар Макіївського металургійного заводу імені Кірова Донецької області. Член ЦК КПРС у 1966—1971 роках. Герой Соціалістичної Праці (22.03.1966).

## Життєпис
Навчався в неповній середній школі в Хмельницькій області. У 1954 році закінчив Макіївське ремісниче училище № 3 Сталінської (Донецької) області.
З 1954 року — підручний сталевара, з 1956 року — сталевар, бригадир сталеварів мартенівської печі № 1 мартенівського цеху Макіївського металургійного заводу імені Кірова Сталінської (Донецької) області.
Член КПРС з 1957 року.
У 1961 році закінчив 10 класів школи робітничої молоді в місті Макіївці.
Указом Президії Верховної Ради СРСР від 22 березня 1966 року за видатні успіхи, досягнуті в розвитку чорної металургії, Холявці Володимиру Васильовичу присвоєно звання Героя Соціалістичної Праці з врученням ордена Леніна і золотої медалі «Серп і Молот».
Потім — на пенсії в місті Макіївці Донецької області.

## Нагороди і звання
- Герой Соціалістичної Праці (22.03.1966)
- орден Леніна (22.03.1966)
- ордени
- медалі